# Arechis al II-lea de Benevento

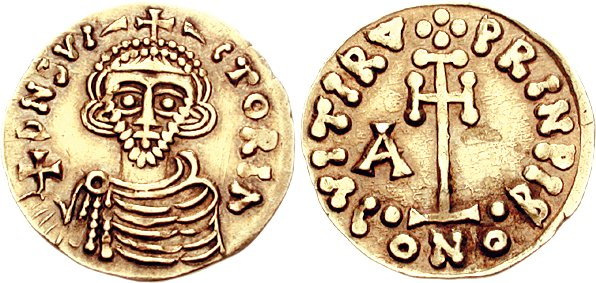
Un tremissis cu imaginea lui Arechis după ce a preluat titlul de princeps

Arechis al II-lea (de asemenea, Aretchis, Arichis, Arechi sau Aregis) (d. 26 august 787) a fost duce longobard de Benevento (ulterior, principe) de la 758 până la moarte. Pe când căuta să extindă influența Beneventului în sudul Italiei, el trebuia totodată să reziste atacurilor francilor lui Carol cel Mare, care cucerise Langobardia Major, distrugând Regatul longobard din nordul Italiei.
Arechis descindea din acei longobarzi care invadaseră Peninsula Italică la finele secolului al VI-lea și instituiseră Regatul longobard din Italia de nord cu capitala la Pavia, dar și două ducate independente, la Spoleto și Benevento, în Italia centrală, respectiv Italia de sud, care constituiau Langobardia Minor.
Arechis a fost fiul ducelui Liutprand de Benevento, căruia i-a succedat în 756, după ce acesta fusese depus de către regele de la Pavia, Desiderius. Inițial, Arechis a continuat să utilizeze titlul de duce de Benevento. Însă după ce regatul din nord s-a prăbușit sub loviturile lui Carol cel Mare în 774, probabil dintr-un gest de independență Arechis a adoptat titlul de principe, pe care l-a purtat până la moartea sa, în 787.
Cu puțin înainte a de a trece la conducerea Beneventului, în 757 Arechis s-a căsătorit cu Adelperga, una dintre fiicele regelui Desiderius. Astfel, el a stabilit relații de amiciție (dar fără a afecta în vreun politica sa independentă) cu regele din nord, legături care s-au menținut intacte până la cucerirea francilor din 774. De pe urma căsătoriei cu Adelperga au rezultat cinci copii: trei băieți și două fete.

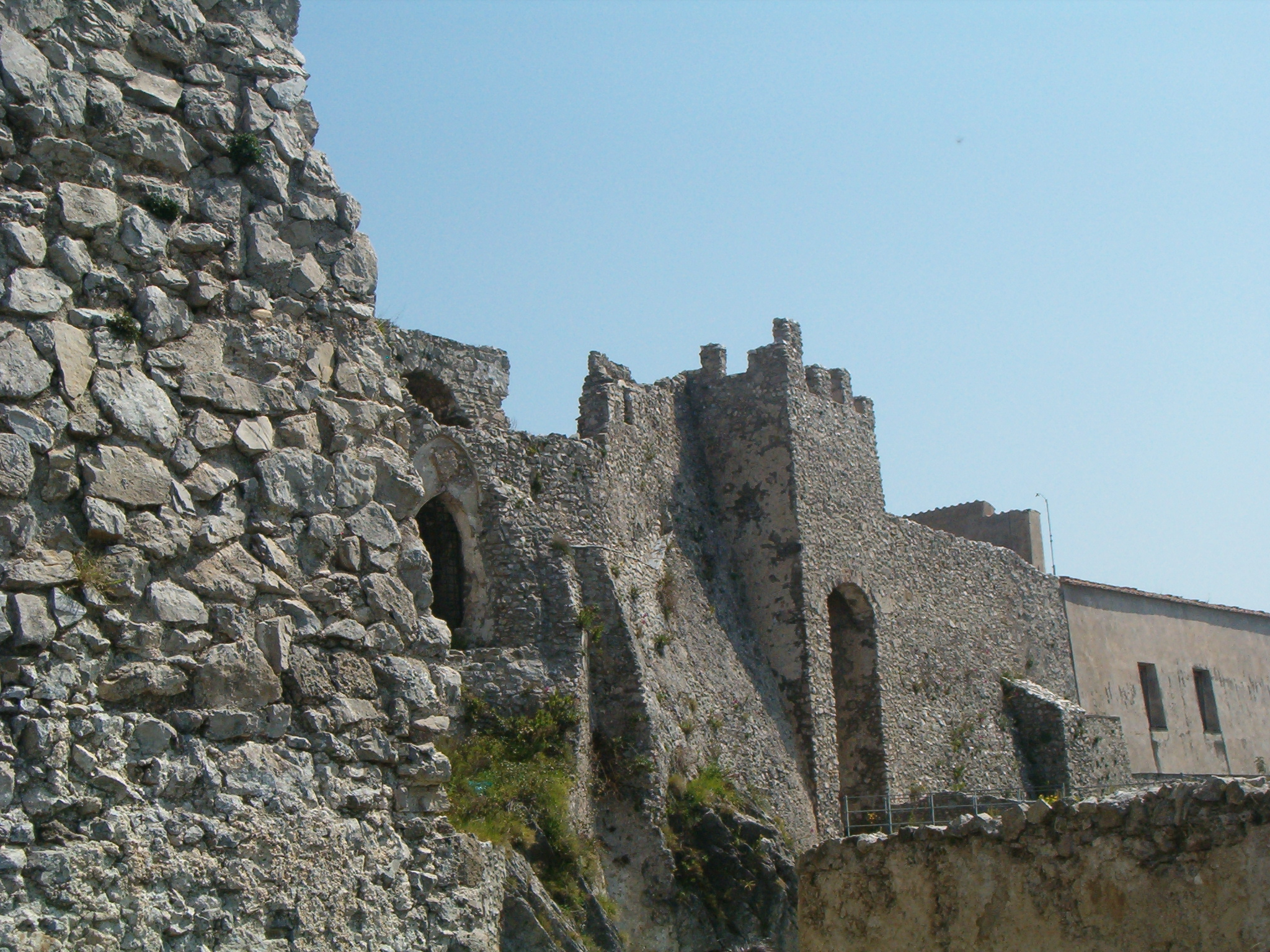
Ruinele castelului lui Arechis (Castello di Arechi), fortăreaţă extinsă de Arechis după strămutarea capitalei sale la Salerno

Adelperga și Arechis au fost notabili patroni ai culturii. Adelperga i-a încredințat scriitorului longobard Paul Diaconul sarcina de a realiza Historia Romana, un fel de manual de istorie romană care a fost pe larg utilizată pe parcursul evului mediu. (De asemenea, unii istorici consideră că tot ei l-ar fi însărcinat pe Paul să scrie mai celebra sa operă, Historia gentis Langobardorum, însă acest lucru este incert.) De asemenea, Arechis a luat măsura de a transfera moaște de sfinți în noua biserică, Santa Sofia din Benevento. Biserica există și astăzi, deși doar în forma restaurată. Ea a fost decorată cu fresce rare din secolul al VIII-lea. De asemenea, Arechis a direcționat numeroase resurse către lucrări de construcție desfășurate în Salerno, inclusiv un nou palat și castel. Salerno a devenit un port și un oraș a cărui importanță a fost în continuă creștere și sub urmașii lui Arechis al II-lea. De asemenea, mănăstiri din sudul Italiei, precum Montecassino sau San Vincenzo din Volturno, au primit substanțiale donații din partea principelui de Benevento.
După episodul din 774, cu toate că Arechis a refuzat să se supună lui Carol cel Mare, Benevento a rămas pentru mai mult timp neatacat de către franci, probabil pe considerentul că era din punct de vedere geografic prea îndepărtat, dar și pentru că regelui francilor îi apăruseră și alte priorități la acea vreme. În același an, Arechis al II-lea a adoptat titlul de "principe de Benevento". De asemenea, el a adoptat mai multe legi. Toate acestea marcau probabil intenția sa de a arăta sfidare față de Carol cel Mare, dat fiind că modificarea legilor fusese până atunci apanajul exclusiv al regilor din Pavia. Dat fiind că noul stăpân din Langobardia Major se autoproclamase rege al longobarzilor, Arechis respingea astfel drepturile cuceritorului asupra titlului regal longobard.
În anul 776, Arechis ar fi fost implicat într-o conspirație longobardă menită să înlăture dominația francă. Carol a reușit să reprime răscoala, desfășurată în principal în Friuli, așadar departe de teritoriul stăpânit de Arechis. De altfel, se pare că principele de Benevento nu ar fi acordat prea mult sprijin efectiv răsculaților, iar Carol cel Mare a fost nevoit să se întoarcă în grabă dincolo de Alpi. Încă o dată, distanța geografică l-a apărat pe Arechis împotriva francilor.
Statul condus de Arechis a continuat să hărțuiască și să caute să achiziționeze teritorii pe seama învecinatului ducat de Neapole, stăpânit de bizantini. La un moment dat însă, probabil pe la mijlocul anilor '80, Arechis a ajuns la un acord cu ducele Grigore al II-lea de Neapole, încheiat într-un document numit 'pactum'. Acesta prevedea unele detalii privitoare la stăpânirea anumitor pământuri și reglementa disputele teritoriale. Este probabil ca Arechis să fi încuviințat încheierea păcii cu Neapole de teama amenințării dinspre nord a francilor.
Această teamă s-a materializat în 787, atunci când Carol cel Mare a avansat către sudul Italiei și a început asediul asupra orașului Capua, un alt oraș important depe cuprinsul principatului beneventin. Arechis a părăsit Benevento și s-a retras către noua sa reședință, portul Salerno. Aflat sub presiunea francilor, Arechis s-a supus (fie și aparent) suzeranității acestora. După cum biograful lui Carol, Eginhard, notează în a sa Vita Caroli Magni:
„El [Carol cel Mare] a intrat apoi personal în Italia cu armata sa [787] și a trecut prin Roma către Capua, un oraș din Campania, unde și-a așezat tabăra și de unde îi amenința pe beneventini cu armele până când aceștia se vor fi supus puterii sale. Ducele acestora, Aragis, a scăpat de pericol prin trimiterea celor doi fii ai săi, Rumold și Grimold, cu o mare sumă de bani, pentru a se întâlni cu regele, implorându-l să îi accepte ca ostateci, și promițându-i pentru sine și pentru poporul săi că se vor supune tuturor ordinale regelui, cu singura condiție ca el să nu compară personal. Regele a ținut seamă de bunăstarea oamenilor mai degrabă decât de încăpățânarea ducelui, i-a acceptat pe amintiții ostateci, și l-a eliberat [pe duce] de obligația de a apărea în fața sa, ținând seamă și de consistentele cadouri ale aceluia. El l-a reținut doar pe fiul mai tânăr ca ostatec și l-a trimis pe cel vârstnic înapoi la tatăl său, după care s-a întors la Roma, lăsând împuterniciți pe lângă Aragis care să urmărească îndeplinirea jurământului de supunere și să administreze Benevento. El a mai stat la Roma câteva zile pentru a-și îndeplini devoțiunea la locurile sfinte, iar apoi s-a întors în Galia [787].”

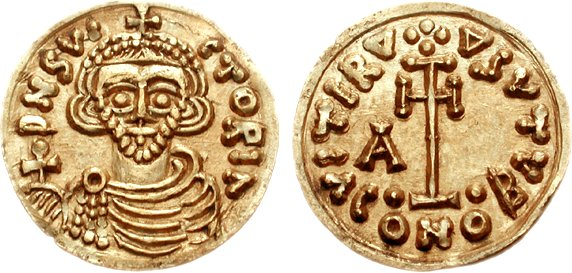
Un alt tremissis al lui Arechis

La prima vedere, Carol cel Mare pare să își fi impus autoritatea asupra Benevento. Arechis plătise tributul, iar unul dintre fiii săi era ținut ostatec pentru a garanta loialitatea ceor din Benevento. De asemenea, se dădea expresie formală influenței france. De asemenea, dacă în mod tradițional Benevento producea și utiliza monezi din aur, din monetăria a început să bată monede de argint, similare celor emise în Regatul francilor. În același sens, documentele emise la curtea beneventină au început să fie datate în funcție de anii de domnie ai lui Carol, iar moneda și actele includeau, alături de numele lui Arechis, și pe cel al regelui francilor, demonstrând autoritatea politică a francilor.
Totuși, Eginhard supraestimează succesul lui Carol cel Mare. Influența francă asupra Benevento pare să fi fost de scurtă durată. Atunci când, în 788, atât fiul său mai mare Romuald cât și Arechis însuși s-au stins din viață, noul principe Grimoald al III-lea, care fusese ostatec pe lângă Carol, a succedat ca principe. În mod neînțelept, Carol cel Mare l-a eliberat pe Grimoald, primind în schimb doar promisiunea acestuia de a-și menține loialitatea. Însă noul principe nu și-a ținut promisiunea și, de prin anul 791 s-a proclamat independent și a rezistat francilor cu succes.